# Jonathan Searle
Jonathan William C. „Jonny“ Searle (* 8. Mai 1969 in Walton-on-Thames) ist ein britischer Ruderer, der 1992 Olympiasieger im Zweier mit Steuermann war.

## Karriere
Jonathan Searle war bei den Junioren-Weltmeisterschaften 1986 Zweiter im Vierer ohne Steuermann, 1987 ruderte er im siegreichen Vierer. Als Student der University of Oxford nahm er 1988, 1989 und 1990 am Boat Race teil. Bei den Ruder-Weltmeisterschaften 1989 gewann er mit Bronze im Achter seine erste Medaille in der Erwachsenenklasse. 1990 belegte der britische Achter den vierten Platz bei den Ruder-Weltmeisterschaften, mit dabei war nun auch sein jüngerer Bruder Gregory Searle. 1991 gewannen die beiden Brüder mit dem Achter WM-Bronze. 1992 wechselten die beiden zusammen mit dem Steuermann Garry Herbert in den Zweier mit Steuermann. Im Finale der Olympischen Regatta 1992 von Barcelona besiegten die Briten den italienischen Zweier mit Carmine Abbagnale, Giuseppe Abbagnale und Giuseppe Di Capua, der diese Bootsklasse in den 1980er Jahren dominiert hatte. Die Gebrüder Searle und Steuermann Herbert siegten auch bei den Ruder-Weltmeisterschaften 1993.
1994 bildeten die Searles zusammen mit Tim Foster und Rupert Obholzer einen Vierer ohne Steuermann und gewannen damit WM-Bronze und 1995 WM-Silber, 1996 folgte die Bronzemedaille bei den Olympischen Spielen in Atlanta. 1997 und 1998 trat Jonathan Searle im Weltcup ohne großen Erfolg in Skullbooten an, 1999 wechselte er zurück in den Vierer ohne Steuermann. Bei den Ruder-Weltmeisterschaften 1999 startete er im nichtolympischen Vierer mit Steuermann und gewann noch einmal WM-Silber.